# 大阅兵
《大阅兵》是1986年上映的一部中国电影，是导演陈凯歌执导的第二部长篇作品，由张艺谋担任摄影。影片讲述中国人民解放军某空降兵部队士兵为中华人民共和国建国35周年的阅兵式进行严格艰辛训练的故事。

## 剧情
中国人民解放军某空降兵部队的352名学员来到偏远地区的一处机场，为中华人民共和国建国35周年的阅兵式进行严格艰辛训练。

## 阵容
- 王学圻 饰 李伟成
- 关强 饰 刘国强
- 康华 饰 郝小园
- 孙淳 饰 孙放
- 吴若甫 饰 吕纯
- 鹿镭 饰 江俊彪

## 评价
影片通常被视作探讨集体主义与个人主义的对抗关系，不过当时西方的影评人仅从票面价值看待这部电影，认为该作品是政治宣传片，属于“新兵训练营”题材，其中《纽约时报》嘲笑电影是“集体活动的招募海报”。影评人之所以觉得影片是中国最新的政治宣传片，部分是因为中国国家电影局插手影片制作。导演陈凯歌最初不打算用真实的阅兵镜头作结尾，只展现士兵们在艳阳地下的模糊身影，这个艺术性的抉择“震惊了军方及审查部门”。审查部门虽然没有强迫陈凯歌增加更为传统的意象，但还是在毫无解释的情况下将影片从1987年的戛纳电影节撤出 。
尽管影片明显支持集体主义，部分学者还是认为影片的潜台词较为模棱两可，意象不是先前影评人认为的那样简单。一位学者认为，陈凯歌在影片中探讨了集体主义与个人主义的关系，但展现得隐晦。中国电影学者张英进发现片中台词隐晦地批评了中国人的民族观念，虽然内容倾向于政治宣传片。